# 36th Infantry Division (British Army)
La 36th Infantry Division fu una divisione di fanteria del British Army, attiva durante la seconda guerra mondiale.
L'unità fu creata in India nel dicembre 1942 inizialmente come 36th Indian Infantry Division del British Indian Army, anche se di fatto era quasi interamente composta da unità britanniche piuttosto che indiane; la designazione fu poi cambiata nel settembre 1944. Inizialmente addestrata per fungere da forza anfibia del British Indian Army, la divisione fu invece impiegata come normale fanteria nel corso della campagna della Birmania contro l'Impero giapponese: dopo essere stata schierata sul fronte dell'Arakan, nel luglio 1944 fu aviotrasportata a Myitkyina e inserita nei ranghi del Northern Combat Area Command, combattendo al fianco degli alleati cinesi contro le unità giapponesi nel nord della Birmania.
Conclusa la guerra, la divisione fu smobilitata e sciolta nel settembre 1945.

## Storia

### Costituzione e azioni nell'Arakan
Nel giugno 1942 l'India Command britannico decise di costituire in seno al British Indian Army una forza anfibia, in vista di eventuali operazioni navali lungo la costa dell'Arakan in Birmania e per la riconquista delle isole Andamane, territori da poco caduti nelle mani dell'Impero giapponese. Un centro di addestramento alle operazioni di sbarco (Combined Operations Training Centres) fu attivato a Bombay, e il 25 novembre 1942 venne costituito un primo comando operativo, la Combined Operations Force, agli ordini del maggior generale Francis Festing; nel dicembre 1942 la Combined Operations Force fu ridesignata come "36th Indian Infantry Division", anche se bisognò attendere il gennaio seguente perché alla nuova divisione fossero assegnate delle unità operative.
La prima delle formazioni ad essere assegnate organicamente alla 36th Indian Diviison fu la 29th Infantry Brigade: precedente comando del generale Festing, l'unità era una brigata del British Army composta da quattro battaglioni già di stanza in India, richiamati in patria allo scoppio della guerra, addestrati come forza anfibia e impiegati operativamente nel maggio 1942 nella battaglia del Madagascar; l'unità rientrò in India dal Madagascar il 26 gennaio 1943, e fu subito assegnata alla costituenda 36th Indian Division. Bisognò attendere il giugno 1943 perché una seconda brigata fosse aggiunta all'organico della divisione; questa fu la 72nd Indian Infantry Brigade, che a dispetto del nome era formata da tre battaglioni britannici provenienti dal Regno Unito: trasferita in India nell'ottobre 1942, la brigata doveva diventare una formazione corazzata ma, a causa della penuria di mezzi blindati, fu mantenuta nel suo ruolo di fanteria e quindi assegnata alla divisione. Anche l'artiglieria divisionale, inizialmente basata su due reggimenti di artiglieria campale e un reggimenti di artiglieria antiaerea, era di origine britannica, mentre le unità di supporto provenivano dai ranghi del British Indian Army.
La divisione rimase ad addestrarsi nella zona di Poona fino al febbraio 1944, quando fu trasferita a Calcutta in vista di una progettata azione anfibia lungo le coste dell'Arakan (operazione Porpoise). L'operazione fu tuttavia cancellata quando, quello stesso mese, i giapponesi sferrarono una massiccia offensiva al confine tra Arakan e India (operazione Ha-Go): elementi della divisione furono inviati con urgenza a Bawli Bazaar l'11 febbraio per contrastare una penetrazione di unità giapponesi filtrate attraverso lo schieramento della 5th Indian Infantry Division, mentre a fine mese il resto della 36th Division fu spostato a Goppe Bazaar per ripulire dalle forze giapponesi i rilievi della catena dei Monti Mayu; i primi scontri si ebbero la notte tra il 5 e il 6 marzo, quando una grossa incursione di reparti giapponesi contro il quartier generale della 29th Brigade venne respinta con forti perdite.

### Azioni nel nord della Birmania

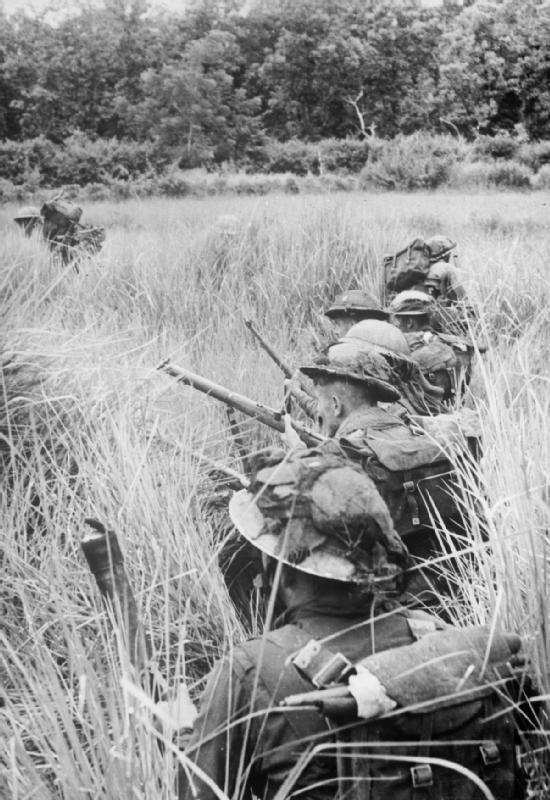
Truppe della 29th Brigade in azione nei dintorni di Pinbaw nel 1944

La divisione trascorse i giorni seguenti a ripulire le colline ricoperte di giungla dalle forze giapponesi, catturando anche il tunnel ferroviario che conduceva al porto di Maungdaw; il 25 maggio 1944 l'unità fu tuttavia ritirata dal fronte dell'Arakan e inviata nell'Assam per un nuovo ciclo di manovre di addestramento. La 36th Division fu quindi assegnata in forza al Northern Combat Area Command (NCAC), il comando congiunto degli Alleati responsabile delle operazioni belliche al confine tra Cina e Birmania, e composto principalmente di truppe cinesi con alcuni contingenti statunitensi di supporto agli ordini del generale Joseph Stilwell; i primi elementi della divisione furono trasferiti per via aerea da Ledo a Myitkyina tra il 18 e il 23 luglio.
Nonostante il monsone fosse a pieno regime, nell'agosto 1944 la 36th Division iniziò un'offensiva in direzione sud sul fianco destro del fronte del NCAC, usando come asse dell'avanzata la ferrovia tra Myitkyina e Indaw al fine di sgomberare il corridoio ferroviario che conduceva a Taungni e di rilevare gli ultimi, esausti reparti di Chindits ancora impegnati nella zona contro i giapponesi. Il 5 agosto la divisione sferrò un attacco all'altura di Hill 60, strenuamente difesa dai giapponesi contro i precedenti attacchi dei Chindits: con l'appoggio dell'artiglieria pesante cinese e statunitense (non era stato possibile trasferire a Myitkyina per via aerea l'artiglieria propria della divisione), elementi della 72nd Brigade presero la collina dopo un pesante scontro con i giapponesi. Ripresa l'avanzata, il 25 agosto la 29th Brigade dovette affrontare un duro scontro con i nipponici per il possesso della cittadina di Pinbaw, caduta infine nelle mani dei britannici il 27 agosto dopo pesanti attacchi aerei d'appoggio da parte dei velivoli statunitensi.
Il 1º settembre 1944 la divisione fu rinominata come 36th Infantry Division e designata come formazione del British Army, una decisione più formale che altro visto che nulla cambiò nella struttura organica dell'unità. La divisione ricevette quindi l'ordine di avanzare verso sud lungo le rive del fiume Irrawaddy per sgomberare dai giapponesi l'area compresa tra Indaw e Katha con l'appoggio di due divisioni cinesi; l'offensiva iniziò il 16 ottobre, con la 29th Brigade che procedeva lungo la strada verso sud e la 72nd Brigade che faceva lo stesso lungo il percorso della ferrovia. Una postazione difensiva giapponese fu individuata nei dintorni della cittadina di Mawlu, che il 31 ottobre fu espugnata dai reparti della 29th Brigade; il 12 novembre fu invece la volta della 72nd Brigade a incappare in una nuova postazione difensiva nipponica a Pinwe: gli scontri attorno alla cittadina andarono avanti fino al 27 novembre con forti perdite per entrambe le parti (400 tra morti e feriti nei ranghi della sola 36th Division), fino a che i giapponesi si ritirarono dalla zona. La 36th Division raggiunse quindi Katha all'inizio di dicembre, e dopo essere passati sulla riva occidentale dell'Irrawaddy elementi della divisione stabilirono un contatto a Banmauk il 13 dicembre con la 19th Indian Infantry Division proveniente dall'Assam.

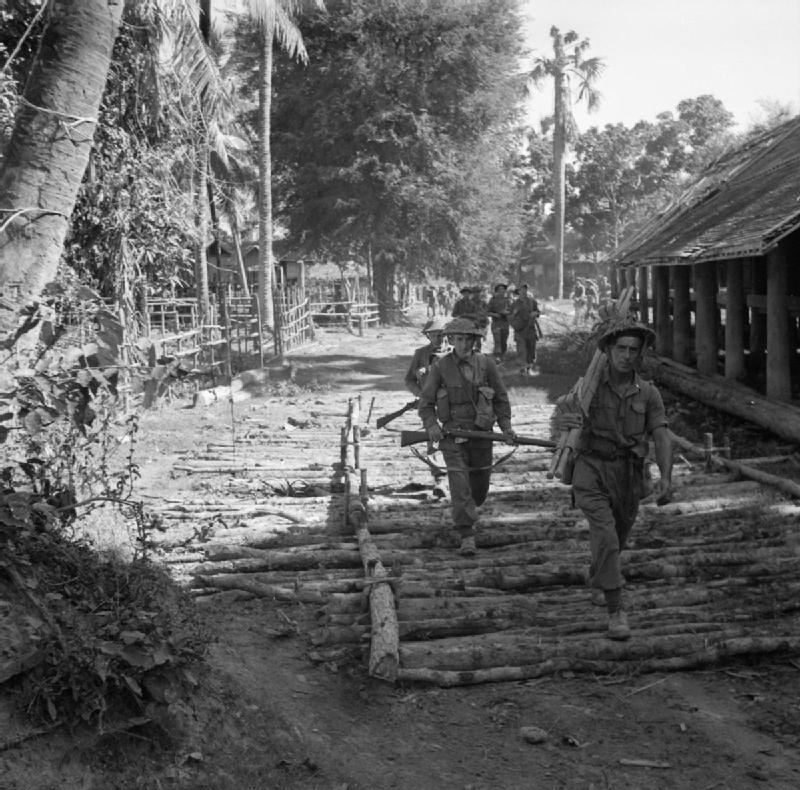
Soldati della 36th Division avanzano attraverso la cittadina di Bahe nel gennaio 1945

Il 6 dicembre precedente la 26th Indian Infantry Brigade fu aggiunta all'organico della 36th Division, al fine di far assumere alla divisione la tradizionale formazione di tre brigate come nelle altre divisioni britanniche. La 26th Brigade, composta da un battaglione britannico, due indiani e uno gurkha, aveva operato in forza alla 6th Indian Infantry Division in Iraq e Iran prima di fare ritorno in patria nel luglio 1944 e servire come unità d'addestramento; entro la fine di dicembre la brigata era stata trasferta per via aerea a Mawlu e si era unita al resto della divisione. All'inizio del gennaio 1945 la 36th Division riprese l'offensiva avanzando lungo la sponda orientale dell'Irrawaddy, incontrando solo una debole resistenza da parte dei disorganizzati reparti nipponici; la divisione ricevette l'ordine di forzare il corso del fiume Shweli, azione portata a termine tra l'11 e il 13 gennaio dalla 26th e 72nd Brigade. Seguirono alcuni feroci contrattacchi giapponesi contro le tre teste di ponte stabilite dalla divisione sulla sponda orientale dello Shweli, proseguiti fino al 15 febbraio e tutti respinti con forti perdite per i nipponici.

### Scioglimento
Il 1º aprile 1945 la 36th Division fu trasferita dal NCAC sotto l'egida della Fourteenth Army britannica del generale William Slim, responsabile per le ultime operazioni belliche sul suolo birmano; l'organico della divisione fu quindi modificato perché fosse composto di sole unità del British Army: di conseguenza, tra il 10 e il 19 aprile la 26th Brigade scambiò i suoi battaglioni indiani e gurkha con i battaglioni britannici in forza alla 20th Indian Infantry Division. In maggio la divisione fu ritirata dal fronte e trasferita in India nella zona di Poona: assegnata in forza al XXXIV Indian Corps, la divisione si addestrò in vista dell'operazione Zipper, un progettato assalto anfibio per la liberazione della Malesia britannica ancora occupata dai giapponesi; la resa del Giappone nell'agosto 1945 portò tuttavia alla cancellazione della missione.
Terminata la guerra, la smobilitazione della divisione ebbe inizio nel settembre 1945. L'11 settembre il generale Festing lasciò il comando dell'unità per assumere la direzione delle forze terrestri della guarnigione di Hong Kong; la 26th Brigade fu sciolta nel medesimo periodo, mentre la 29th e la 72nd Brigade continuarono a esistere ancora per un certo periodo come unità autonome: impiegate in ruoli di guarnigione in India, le due unità furono smobilitate e sciolte nell'agosto 1947.

## Ordine di battaglia
- 29th British Infantry Brigade
  - 1st Battalion, Royal Scots Fusiliers[N 1]
  - 2nd Battalion, Royal Welch Fusiliers
  - 2nd Battalion, East Lancashire Regiment
  - 2nd Battalion, South Lancashire Regiment (fino al marzo 1944)
- 72nd British Infantry Brigade
  - 6th Battalion, South Wales Borderers
  - 9th, Battalion, Royal Sussex Regiment
  - 10th Battalion, Gloucestershire Regiment
- 26th Indian Infantry Brigade (dal dicembre 1944)
  - 2nd Battalion, Buffs (Royal East Kent Regiment)
  - 2nd Battalion, 8th Punjab Regiment (fino all'aprile 1945)
  - 1st Battalion, 19th Hyderabad Regiment (fino all'aprile 1945)
  - 1st Battalion, 1st Gurkha Rifles (fino all'aprile 1945)
  - 1st Battalion, Devonshire Regiment (dall'aprile 1945)
  - 1st Battalion, Northamptonshire Regiment (dall'aprile 1945)
- Truppe divisionali
  - 130th, 178th e 145th Field Regiment, Royal Artillery (artiglieria campale)
  - 122nd Light Anti-Aircraft Regiment, Royal Artillery (artiglieria antiaerea) (fino al settembre 1944)
  - 122nd Anti-Tank Regiment, Royal Artillery (artiglieria anticarro) (dal settembre 1944)

### Annotazioni
1. ↑  Nell'uso britannico e dei paesi del Commonwealth, il reggimento era solo un'unità cerimoniale e amministrativa: l'unità operativa di base era il battaglione, unito in brigate con altri battaglioni spesso provenienti da altri reggimenti.

### Fonti
1. ↑  Palmer, p. 1.
2. ↑  Palmer, pp. 1-4.
3. ↑  Palmer, pp. 4-5.
4. ↑  Palmer, pp. 5-7.
5. ↑  Palmer, pp. 7-10.
6. ↑  Palmer, pp. 10-13.
7. ↑  Palmer, pp. 13-14.
8. ↑  Palmer, p. 16.
9. ↑  Palmer, pp. 17-18.